# La Borinqueña
La Borinqueña è l'inno nazionale di Porto Rico. La musica e il testo venivano insegnati già nel 1903 nelle scuole ed erano comunemente accettati dal popolo. Ma fu solo nel 1952 che il governo adottò la musica come motivo ufficiale e si dovette giungere al 1977 affinché fossero ufficializzate anche le parole del testo. Il titolo si riferisce al nome aborigeno Taino dell'isola: Boriken o Borinquen.

## Testo
(parole di Manuel Fernández Juncos, 1901)
| La tierra de Borinquen donde he nacido yo es un jardín florido de mágico primor. Un cielo siempre nítido le sirve de dosel y dan arrullos plácidos las olas a sus pies. Cuando a sus playas llegó Colón Exclamó lleno de admiración: "Oh!, oh!, oh!, esta es la linda tierra que busco yo". Es Borinquen la hija, la hija del mar y el sol, del mar y el sol, del mar y el sol. |

La versione rivoluzionaria originale
(Testo: Lola Rodríguez de Tió, El Grito de Lares, 1868)
¡Despierta, borinqueño
que han dado la señal!
¡Despierta de ese sueño
que es hora de luchar!
A ese llamar patriótico
¿no arde tu corazón?
¡Ven! Nos será simpático
el ruido del cañón.
Mira, ya el cubano
libre será;
le dará el machete
su libertad...
le dará el machete
su libertad.
Ya el tambor guerrero
dice en su son,
que es la manigua el sitio,
el sitio de la reunión,
de la reunión...
de la reunión.
El Grito de Lares
se ha de repetir,
y entonces sabremos
vencer o morir.
Bellísima Borinquén,
a Cuba hay que seguir;
tú tienes bravos hijos
que quieren combatir.
ya por más tiempo impávido
no podemos estar,
ya no queremos, tímidos
dejarnos subyugar.
Nosotros queremos
ser libres ya,
y nuestro machete
afilado está.
y nuestro machete
afilado está.
¿Por qué, entonces, nosotros
hemos de estar,
tan dormidos y sordos
y sordos a esa señal?
a esa señal, a esa señal?
No hay que temer, riqueños
al ruido del cañón,
que salvar a la patria
es deber del corazón!
ya no queremos déspotas,
caiga el tirano ya,
las mujeres indómitas
también sabrán luchar.
Nosotros queremos
la libertad,
y nuestros machetes
nos la darán...
y nuestro machete
nos la dará...
Vámonos, borinqueños,
vámonos ya,
que nos espera ansiosa,
ansiosa la libertad.
¡La libertad, la libertad!